# 플라토 (컴퓨터 시스템)

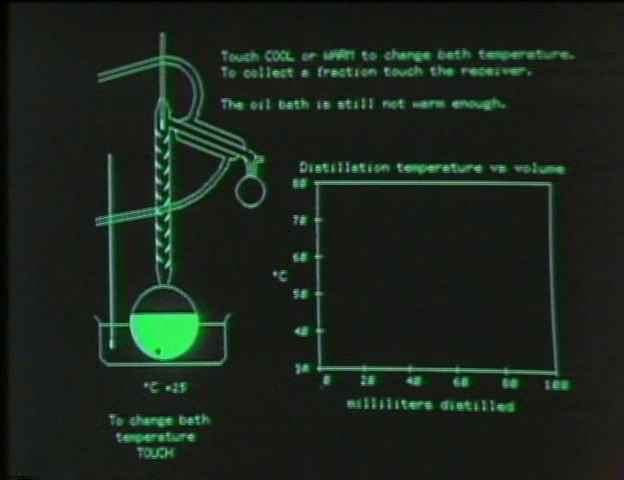

프로젝트 플라토(Project Plato 및 Project PLATO)라고도 알려진 플라토(PLATO, Programmed Logic for Automatic Teaching Operations, 자동 교육 작업을 위한 프로그래밍 논리)는 최초의 일반화된 컴퓨터 지원 교육 시스템이었다. 1960년부터 일리노이 대학의 ILLIAC I 컴퓨터에서 실행되었다. 1970년대 후반까지 전 세계적으로 배포된 수천 개의 그래픽 터미널을 지원했으며 거의 12개의 서로 다른 네트워크 메인프레임 컴퓨터에서 실행되었다. 포럼, 게시판, 온라인 테스트, 이메일, 채팅방, 그림 언어, 인스턴트 메시징, 원격 화면 공유 및 멀티 플레이어 비디오 게임을 포함하여 다중 사용자 컴퓨팅의 많은 현대 개념이 플라토에서 처음 개발되었다.
플라토는 일리노이 대학교에서 설계하고 구축했으며 40년 동안 UIUC 학생, 지역 학교, 교도소 수감자 및 기타 대학에 교과 과정(초등학교부터 대학까지)을 제공했다. 라틴어, 화학, 교육, 음악, 에스페란토, 초등 수학을 포함한 다양한 과목에서 강좌가 진행되었다. 이 시스템에는 텍스트 오버레이 그래픽, 키워드 포함에 따른 자유 텍스트 답변의 상황별 평가, 대체 답변에 응답하도록 설계된 피드백 등 교육학에 유용한 여러 기능이 포함되어 있다.
플라토를 상업용 제품으로 판매할 수 있는 권리는 플라토 IV 시스템이 구축된 메인프레임 컴퓨터 제조업체인 컨트롤 데이터 코퍼레이션(Control Data Corporation, CDC)에 의해 라이센스되었다. CDC의 윌리엄 노리스(William Norris) 회장은 플라토를 컴퓨터 세계의 영향력으로 만들 계획을 세웠지만 시스템 마케팅이 기대만큼 쉽지 않다는 사실을 깨달았다. 그럼에도 불구하고 플라토는 특정 시장에서 강력한 추종자를 구축했으며 마지막 생산 플라토 시스템은 2006년까지 사용되었다.